# James McMurtry
James McMurtry (18 de marzo de 1962 en Fort Worth, Texas) es un cantautor estadounidense de folk rock y de música americana. Aparte de su carrera en solitario, ha actuado con otros grupos como The Heartless Bastards.
Es hijo del novelista Larry McMurtry, el cual le regaló su primera guitarra a los siete años.

## Biografía
McMurtry nació en Fort Worth, Texas en 1962 y se crio en Leesburg, Virginia al mudarse con su familia a los siete años. Estudió en el instituto Woodberry Forest de Orange, Virginia y más tarde entraría en la Universidad de Arizona donde empezaría a componer canciones mientras estudiaba literatura inglesa y español. Tiempo después empezaría a actuar en giras por Alaska hasta que regresó a su Texas natal donde trabajaría como pintor y camarero además de cantante en algunos locales.
Sin embargo su carrera empezó en 1987 cuando un amigo de San Antonio le convenció de que se apuntase en un concurso de cantautores de folk donde quedó primero junto a otros seis participantes. McMurtry tuvo la oportunidad de conocer al cantante John Mellencamp, el cual estaba protagonizando una película basada en una de las novelas de su padre. Más tarde, Mellencamp sería el coproductor del álbum de debut: Too Long in the Wasteland, publicado en 1989. También interpretó la banda sonora de la película Falling from Grace. Una de sus canciones "Talkin' at the Texaco" es mencionada en múltiples ocasiones en el libro "La Cúpula" de Stephen King.
En 1992 y 1995 publicó los álbumes Candyland y Where'd You Hide the Body y tres años después lanzaría Walk Between the Raindrops y St. Mary of the Woods en 2002. En 2004 publicaría su primera gira en un álbum titulado Live In Aught-Three.
Un año después lanzaría su primer álbum tras tres años de pausa: Childish Things el cual recibió críticas positivas por parte de los críticos. No obstante, el álbum también levantó controversias por ser bastante crítico con la administración Bush, un ejemplo es la canción "Cheney's Toy" en el que se hace eco de las políticas beligerantes del entonces presidente respecto a la Guerra de Irak, así como la canción "We Can't Make It Here", nombrada por el crítico Robert Christgau como la mejor canción de la década de los 2000.

## Discografía
| Año  | Álbum                        | Posición en el chart | Posición en el chart | Posición en el chart | Posición en el chart | Discográfica     |
| Año  | Álbum                        | EUA                  | EUA Heat             | EUA Indie            | EUA Country          | Discográfica     |
| ---- | ---------------------------- | -------------------- | -------------------- | -------------------- | -------------------- | ---------------- |
| 1989 | Too Long in the Wasteland    | 125                  |                      |                      |                      | Columbia         |
| 1992 | Candyland                    |                      |                      |                      |                      | Columbia         |
| 1995 | Where'd You Hide the Body    |                      |                      |                      |                      | Columbia         |
| 1997 | It Had to Happen             |                      |                      |                      |                      | Sugar Hill       |
| 1998 | Walk Between the Raindrops   |                      |                      |                      |                      | Sugar Hill       |
| 2002 | Saint Mary of the Woods      |                      |                      |                      |                      | Sugar Hill       |
| 2004 | Live in Aught-Three          |                      |                      |                      |                      | Compadre         |
| 2005 | Childish Things              |                      | 28                   | 40                   | 47                   | Compadre         |
| 2007 | Best of the Sugar Hill Years |                      |                      |                      |                      | Sugar Hill       |
| 2008 | Just Us Kids                 | 136                  | 2                    | 18                   |                      | Lightning Rod    |
| 2009 | Live in Europe               |                      | 24                   |                      |                      | Lightning Rod    |
| 2015 | Complicated Game             | 102                  | 1                    | 9                    |                      | Complicated Game |
| 2021 | The Horses and the Hounds    |                      |                      |                      |                      | New West         |